# 狂凶記
《狂凶記》（英語：Frenzy）是一部1972年的英國驚悚電影，由亞弗列·希治閣執導。這是他漫長職業生涯中的倒數第二部長片。這部電影的劇本由安東尼·謝弗撰寫，改編自亞瑟·拉·伯恩1966年的小說《再見皮卡迪利，告別萊斯特廣場》。電影主演包括喬恩·芬奇、亞歷克·麥考文和巴瑞·福斯特，並有比利·懷特勞、安娜·梅西、芭芭拉·利·亨特、伯納德·克里賓斯和薇薇恩·默徹特出演。原創音樂由朗·古德溫譜寫。
這部電影的情節圍繞當代倫敦的一名連環殺手和被牽連的前皇家空軍軍人展開。在影片的早期場景中，對話提到了兩個真實的倫敦連環謀殺案件：1940年代至1950年代的約翰·克里斯蒂謀殺案和1888年的開膛手傑克謀殺案。巴瑞·福斯特表示，為了準備他的角色，希治閣要求他研究兩本關於內維爾·希思的書，希思是一名經常冒充皇家空軍軍官的英國雙重謀殺犯。
《狂凶記》是希治閣自1939年搬到好萊塢後在英國製作的第三部也是最後一部電影。其他兩部分別是1949年的《風流夜百合》和1950年的《慾海驚魂》。（1956年重拍的《擒凶記》也有一些內景和外景在倫敦拍攝。）他搬到美國前在英國製作的最後一部電影是1939年的《牙買加客棧》。在《狂凶記》初次上映時，這是唯一一部獲得R級（即限制級）評級的希治閣電影。《狂凶記》曾在1972年康城影展上放映，但未進入主競賽單元。一些評論家，如雷蒙德·福里（《亞弗列·希治閣的狂凶記：最後的傑作》的作者）認為《狂凶記》是希治閣最後一部偉大的電影，是他在《諜魄》和《衝破鐵幕》後的回歸之作。

## 劇情
前皇家空軍中隊長理查德·布萊尼在柯芬園的一家酒吧工作時被解僱。在失業的陰影下，他與經營水果和蔬菜攤位的朋友鮑勃·拉斯克一起在酒吧中哀嘆。拉斯克提供了一個即將到來的賽馬小道消息來安慰布萊尼，然而，布萊尼卻沒有錢下注。
無助的布萊尼拜訪了前妻布倫達，她是當地一家成功婚姻介紹所的經營者。在布萊尼大聲抱怨他的困境後，他們短暫地爭吵，但布倫達最終邀請他共進晚餐。然而，身無分文的布萊尼最終在救世軍庇護所過夜，意外地在自己的外套口袋裡發現了布倫達留下的錢。
次日，拉斯克因為其詭異的性癖好被婚姻介紹所的門檻拒之門外，他獨自來到布倫達的辦公室。他強姦並用領帶勒死了她，顯示出他就是報紙所稱的「領帶殺手」的連環殺手。當拉斯克離開後，布萊尼來到布倫達的辦公室，想再次與她交談，但發現辦公室鎖著。布萊尼被布倫達的秘書誤見，當她從午餐回來時看到布萊尼離開。當謀殺案被發現時，布萊尼成為了主要嫌疑人。
布萊尼找到了他以前的酒吧同事巴布斯·米利根，並成功說服她相信自己的無辜。他們住在一家酒店，關係進展迅速，但隨後倉皇地逃過了追捕他們的警察。他們向布萊尼的一個皇家空軍朋友尋求庇護，但朋友的妻子拒絕收留逃犯。布萊尼說服巴布斯回到酒吧取回他的物品，以便他能逃走。在那裡，巴布斯遇到了拉斯克，他提議讓她晚上住在他的公寓。拉斯克帶她回去後，對她進行了強姦和殺害。他把她的屍體裝在一個袋子裡，深夜藏在一輛裝滿馬鈴薯的卡車後面。回到房間後，拉斯克發現他獨特的鑲有寶石的領帶別針（上面有字母R）不見了，意識到巴布斯在被勒死時可能把它扯掉了。知道領帶別針會導致自己的定罪，拉斯克去取回它，但卡車在他還在裡面時啟程。儘管旅途顛簸，他還是從巴布斯的手中取回了別針。滿身馬鈴薯塵的他在路邊咖啡館下車，然後回到柯芬園的公寓。當巴布斯的屍體被發現後，布萊尼再次被懷疑殺了她和布倫達。
布萊尼，不知道拉斯克是真正的兇手，向他尋求幫助。拉斯克提議藏匿布萊尼，然後向警察告密。在這種背叛面前，布萊尼開始意識到拉斯克必定是兇手。在審判中，陪審團判布萊尼有罪。總督察牛津在布萊尼大聲抗議自己的無辜並指責拉斯克是真正的兇手的同時，重新考慮證據，悄悄調查拉斯克。他與妻子討論此案，同時試圖避免吃下她在「異國烹飪」課程中學到的難吃食物。
布萊尼現在身在監獄，發誓要逃跑並向拉斯克報仇。他故意弄傷自己，被送往醫院，在那裡他的囚犯同伴幫助他逃跑。他來到拉斯克的公寓，拉斯克不在，但布萊尼以為他在睡覺，便打了那人一拳。結果卻發現那不是拉斯克，而是一個已經被勒死的女人。預料到布萊尼會去找拉斯克的牛津探長也來到了現場，發現布萊尼與死者在一起，布萊尼開始抗議自己的無辜。就在這時，他們聽到樓梯間傳來一陣響聲。拉斯克進來，拖著一個大箱子，被布萊尼和牛津探長抓住。意識到自己的遊戲結束了，拉斯克放下箱子，認輸了。

## 演員
- 喬恩·芬奇（英语：Jon Finch） 飾 理查德·布萊尼
- 亞歷克·麥考文（英语：Alec McCowen） 飾 總督察提摩西·牛津
- 巴瑞·福斯特（英语：Barry Foster (actor)） 飾 鮑勃·拉斯克
- 比利·懷特勞 飾 赫蒂·波特
- 安娜·梅西（英语：Anna Massey） 飾 巴布斯·米利根
- 芭芭拉·利·亨特（英语：Barbara Leigh-Hunt） 飾 布倫達·布萊尼
- 伯納德·克里賓斯（英语：Bernard Cribbins）飾 菲利克斯·弗賽思
- 薇薇恩·默徹特（英语：Vivien Merchant） 飾 牛津夫人
- 邁克爾·貝茨 飾 警官斯皮爾曼
- 珍·馬什（英语：Jean Marsh） 飾 莫妮卡·巴林
- 克萊夫·斯威夫特（英语：Clive Swift） 飾 強尼·波特
- 瑪吉·萊恩（英语：Madge Ryan） 飾 戴維森夫人
- 埃爾西·蘭道夫（英语：Elsie Randolph） 飾 格萊迪斯
- 約翰·博克瑟（英语：John Boxer (British actor)） 飾 喬治爵士
- 吉米·加德納（英语：Jimmy Gardner (actor)） 飾 酒店門衛
- 傑拉爾德·希姆（英语：Gerald Sim） 飾 酒吧裡的律師
- 諾埃爾·約翰遜（英语：Noel Johnson） 飾 酒吧裡的醫生
- 麗塔·韋伯（英语：Rita Webb） 飾 拉斯克夫人（未署名）
- 邁克爾·希爾德（英语：Michael Sheard） 飾 吉姆，酒吧裡的拉斯克朋友（未署名）
- 理查德·斯塔普利（英语：Richard Stapley） 飾 卡車司機（未署名）
- 蘇珊·特拉弗斯（英语：Susan Travers (actress)） 飾 拉斯克的最後一名受害者（未署名）

演員筆記
- 希治閣在電影客串了（英语：List of cameo appearances by Alfred Hitchcock）三分鐘：出現在人群中間，戴著圓頂禮帽。預告片展示了一個希治閣樣子的假人漂浮在泰晤士河中，以及希治閣通過第四面牆向觀眾介紹柯芬園。
- 米高·肯恩是希治閣飾演主要反派拉斯克的首選，但正如凱恩後來所說，「他給我一個虐待狂殺害女性的角色，而我不會演這種角色。我有一種道德觀，所以拒絕了，之後他再也沒有和我說話。」[6]
- 巴瑞·福斯特（英语：Barry Foster (actor)）是在希治閣看到他在《扭曲的神經（英语：Twisted Nerve）》中的表演後選中的（《狂凶記》的合演者比利·懷特勞也出演了《扭曲的神經》）。
- 據報導，凡妮莎·蕾格烈芙 拒絕了布倫達的角色，而《深夜止步》的大衛·漢明斯（英语：David Hemmings）（曾與雷德格瑞夫合作《春光乍現》）被考慮飾演布萊尼。
- 海倫·米蘭，後來在電影《驚慄大師：希治閣》中飾演希治閣的妻子阿爾瑪·雷維爾（英语：Alma Reville），曾與導演會面討論飾演巴布斯·米利根的角色。米蘭多年後說，「我不太喜歡希治閣，他也不太喜歡我......我並不是真的想參演這部電影。」[7]

## 製作

### 開發

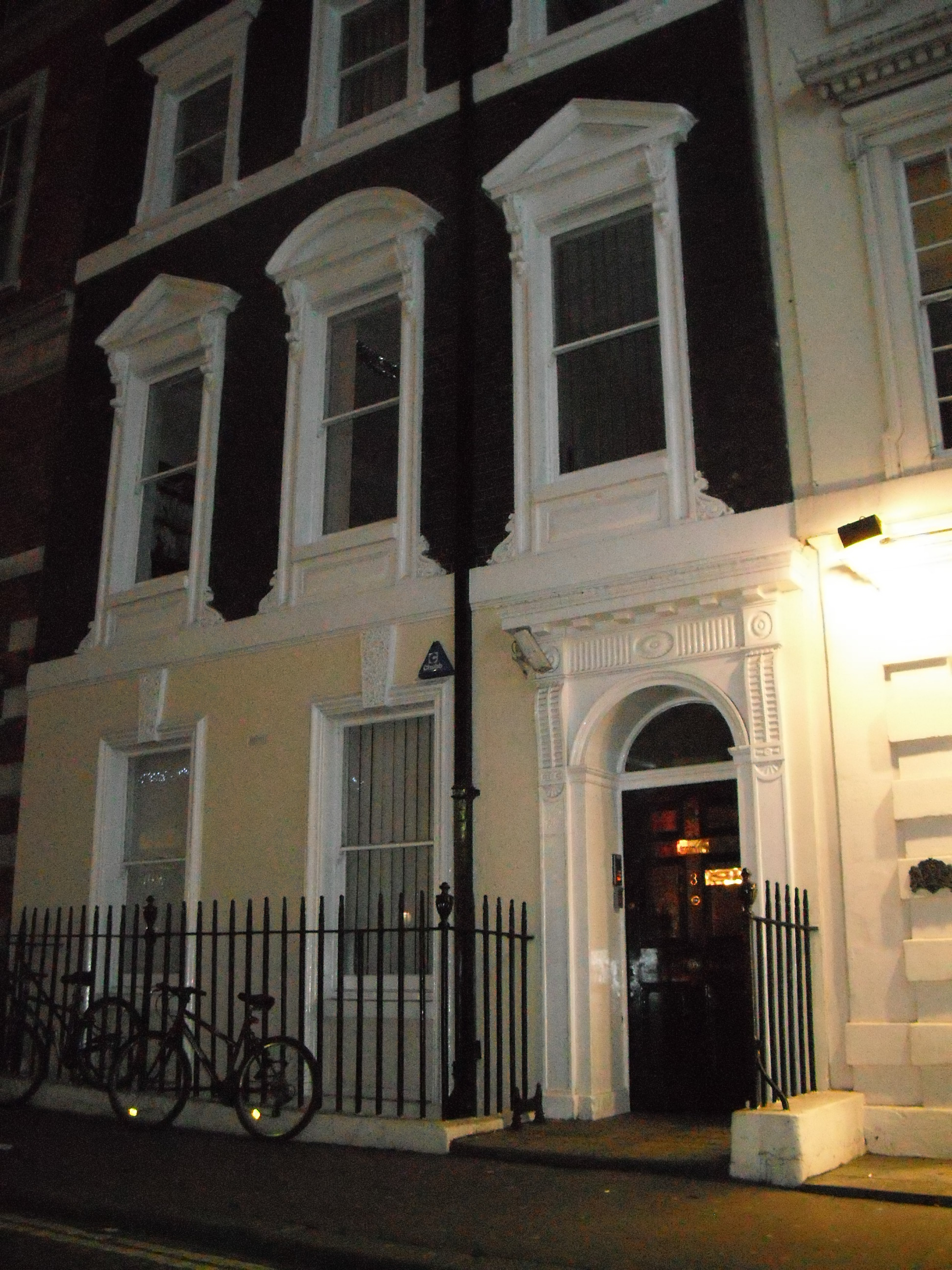
柯芬園的亨利埃塔街3號（3 Henrietta Street）是電影中「領帶殺手」羅伯特·拉斯克的住所

在經歷了兩部描繪政治陰謀與間諜活動的電影未能達到預期效果後，希治閣決定重回他擅長的謀殺題材，並通過這部作品再次證明自己的實力。影片中，他巧妙地融入了自己熟悉的主題，即無辜者因間接證據而被誤認為罪犯。1968年3月，希治閣正式宣佈了該項目。
最初的劇本創作過程遭遇了一些波折，希治閣曾考慮邀請弗拉基米爾·納博科夫擔綱劇本創作，但由於納博科夫當時忙於寫作，最終婉拒了這份邀請。隨後，希治閣選擇了安東尼·謝弗作為劇本作者。對於這部電影的風格，希治閣曾表示：「這將以喜劇的方式拍攝。」
在演員選拔方面，希治閣選擇了一群相對較新進的演員來擔任主演，他解釋道：「我更傾向於採用新面孔。」

### 拍攝
拍攝於1971年7月開始。
希治閣在多年來製作美國電影後，將《狂凶記》設定並拍攝於倫敦。影片開場是一個沿著泰晤士河到塔橋的鏡頭，雖然內景是在松林製片廠拍攝，但很多外景拍攝是在柯芬園周圍進行的，是對希治閣童年倫敦的致敬。希治閣本人是柯芬園一個商人的兒子，影片中展示了這個地區作為一個運作中的產品市場的幾個關鍵場景。希治閣希望記錄他記憶中的這個地區，因為他知道這個市場的日子不多了。根據DVD上的“拍攝花絮”，一位記得希治閣父親在蔬菜市場做生意的老年人來到片場探訪，並被導演請去吃午餐。
在《狂凶記》拍攝期間，希治閣的妻子兼長期合作者阿爾瑪中風。結果，一些場景是在沒有希治閣在場的情況下拍攝的，以便他能照顧妻子。
這部電影是希治閣電影中首次出現裸體場景的電影（如果不算《驚魂記》中的浴室場景的話）。在露體場景中，芭芭拉·利·亨特和安娜·梅西用替身來代替。 顯示第一個受害者被強姦和勒死的裸體場景被唐納德·斯波托稱為“電影史上最令人厭惡的詳細謀殺例子之一”。影片中有許多經典的希治閣場景設計，尤其是巴布斯被殺害時的長鏡頭。攝影機沿樓梯移動，穿過門口（在攝影機離開門口後有一個非常巧妙的剪輯，標誌著場景從工作室轉移到外景拍攝），穿過街道，市場區的日常活動繼續進行，顧客們並不知道建築物內正在發生謀殺。另一個設置在滿載馬鈴薯的運輸卡車後部的場景增加了懸念，兇手拉斯克試圖從巴布斯的屍體中取回他的領帶別針。拉斯克與屍體的手搏鬥，必須折斷屍體的手指才能取回他的領帶別針並試圖不被發現地逃離卡車。
電影中展示的倫敦部分大致保持完好，但水果和蔬菜市場不再在該地點運營，已於1974年搬遷。影片中的建築現在被銀行和律師事務所、餐廳和夜總會佔據，如拉斯克住的亨利埃塔街（巴布斯在那裡遇害）。牛津街的後巷（Dryden Chambers，現已拆除）通向布倫達的婚介所，是英國最繁忙的購物區。電影中醫生和律師在酒吧公開討論性殺手的場景仍然是一個繁榮的酒吧。影片中展示的商人和工人攜帶產品的巷子現在被遊客和街頭表演者佔據。
1972年5月29日，小說家拉·伯恩給《泰晤士報》編輯的信中表示，他發現希治閣的製作和謝弗對他書的改編「令人震驚」，總結道：「最後，我希望與謝弗先生對蘇格蘭場辦公室的怪誕誤描劃清界線。」

### 配樂
亨利·曼西尼最初被聘為電影作曲，他說：「如果這部電影是在十年前拍的，它的配樂會多一倍。」
他的開場主題是為管風琴和一個弦樂和銅管樂隊寫的巴赫風格的行板，開頭是D小調，旨在表達倫敦地標的形式感，但希治閣認為它聽起來太像伯納德·赫爾曼的配樂。據曼西尼說：「希治閣來到錄音室，聽了一會兒，說：『看，如果我想要赫爾曼，我會找赫爾曼。』」。在幕後戲劇的過程中，曼西尼被解僱了。他從未理解這次經歷，堅持認為他的配樂與赫爾曼的作品完全不同。曼西尼不得不自費支付所有交通和住宿費用。在他的自傳中，曼西尼報告說，他和希治閣之間的討論似乎很清楚，他以為自己明白了需要什麼；但最終他被替換，並飛回好萊塢。諷刺的是，曼西尼被認為過於黑暗和交響化，而之前他被批評為過於輕快。曼西尼對《狂凶記》的經歷在多年來一直是作曲家痛苦的話題。
希治閣後來聘請了作曲家朗·古德溫來撰寫配樂，因為他對古德溫早些時候的一些作品印象深刻。他讓古德溫重新編寫開場標題，像倫敦旅行指南一樣，導演聽過他為彼得·塞勒斯小品《巴勒姆，南方之門》的配樂。古德溫的音樂在開場場景和倫敦風景的場景中具有輕快的基調，而在某些其他場景中則有較暗的基調。
2023年，Quartet Records發行了一張原聲帶專輯，其中包括古德溫的配樂和未使用的曼西尼配樂。

## 反響

### 影評
《狂凶記》獲得了影評人的好評。《紐約時報》的文森特·坎比稱它為「一部充滿激情的娛樂電影」，擁有「一個極其有趣的劇本」和「一個出色的演員陣容」。他將其列入1972年十大最佳影片的年終榜單中。《綜藝》也發表了一篇熱情的評論，稱「富有創意的新故事敘述方式，帶有同樣的頑皮、大膽和經常令人震驚的幽默與懸念混合，使這部環球發行的電影成為希治閣的一大成就。」羅傑·艾伯特給了這部電影四星的最高評價，稱其為「懸念大師的回歸，他的新形式讓影評人喜歡，但觀眾不喜歡。這是希治閣在1940年代製作的那種驚悚片，充滿了陰暗的細節，不協調的幽默，以及被誤判為有罪的人的絕望。」《紐約客》的佩內洛普·吉利亞特寫道，希治閣「我們幾乎回到了他偉大的英國電影時代」，並補充說「他很幸運能夠找到安東尼·謝弗來撰寫《狂凶記》的狡猾劇本，更不用說一群在英格蘭以外幾乎不為人知的一流、相互熟悉的演員了，這樣觀眾就沒有關於誰是明星的先入之見，因此無法被殺死。」洛杉磯時報的凱文·托馬斯稱這部電影為「多年來亞弗列·希治閣最好的影片」，具有「所有一位大師在其工藝上的標誌，並且在其最有把握的時候」。《時代》雜誌對影片發表了非常正面的評論：「如果還有任何疑問，在《驚魂記》和《間諜網》的黑暗日子裡，希治閣是這位老大師的學徒。」在2012年的評論中，《衛報》稱《狂凶記》為「一部複雜且引人入勝的驚悚片」，稱讚這部電影為「一幅富有懸念的豐富掛毯，一部傑作」。
一些評論較為中立。《華盛頓郵報》的加里·阿諾德寫道，這部電影「有一個令人期待的開場和一個有趣的結尾，然而中間的材料卻明顯平庸。那些稱《狂凶記》為新經典和懸念大師回歸的評論家們，姑且說，是在誇大其詞......假如這部電影是由其他人製作的，它會被形容為一次模仿希治閣的小嘗試。”《月刊電影通訊》對這部影片的看法不確定，指出它有一種「老派」的氣息，似乎暗示希治閣回到英國「標誌著一種幾乎回到戰前的電影製作風格」。它總結道：「儘管劇本和角色描寫（尤其是喬恩·芬奇幾乎無法處理謝弗蒼白的英雄角色）顯得笨拙，《狂凶記》中仍有足夠的元素表明，在常規的批評被忽略後，它將值得認真評估。」昆汀·塔倫提諾則稱其為「一堆垃圾」。
《狂凶記》在《綜藝》1972年大租金電影榜單中排名第14位，在美國和加拿大的租金收入為630萬美元。這部電影是2012年雷蒙德·福里所著的《亞弗列·希治閣的狂凶記：最後的傑作》的主題。《狂凶記》在爛番茄上持有91%的評分，基於44條評論。評論共識寫道：“標誌著亞弗列·希治閣重返英國和首次進入血腥暴力，《狂凶記》顯示懸念大師重新掌握了觀眾的脈搏——並讓他們的血液冰冷。”在Metacritic上，該片基於15位評論家的評分加權平均得分為92分（滿分100分），表示“普遍好評”。

### 獎項
| 獎項   | 類別                 | 提名對象      | 結果 |
| ------ | -------------------- | ------------- | ---- |
| 金球獎 | 金球獎最佳戲劇類影片 | 亞弗列·希治閣 | 提名 |
| 金球獎 | 金球獎最佳導演       | 亞弗列·希治閣 | 提名 |
| 金球獎 | 金球獎最佳劇本       | 安東尼·謝弗   | 提名 |
| 金球獎 | 金球獎最佳原創配樂   | 朗·古德溫     | 提名 |

## 來源
- Evans, Peter William. .  線上版. 牛津大學出版社. 2004. doi:10.1093/ref:odnb/31239. 需要订阅或英国公共图书馆会员资格
- Spoto, Donald. . 紐約: Da Capo Press. 1999. ISBN 978-0-306-80932-3.

## 外部連結
- 互联网电影数据库（IMDb）上《狂凶記》的资料（英文）
- AllMovie上《狂凶記》的资料（英文）
- 《狂凶記》在《Dial H for Hitchcock》上的評論 （页面存档备份，存于）